# Euphaedra (Euphaedrana) bergeri
Euphaedra (Euphaedrana) bergeri es una especie de Lepidoptera de la familia Nymphalidae, subfamilia Limenitidinae, tribu Adoliadini, pertenece al género Euphaedra, subgénero (Euphaedrana). Se distribuye por la República Democrática del Congo, (Shaba). (África).